# Флоранс Деле
Флоранс Деле (фр. Florence Delay; 19 березня 1941, Париж — 1 липня 2025) — французька актриса, письменниця і сценаристка. Довічний член Французької академії.

## Біографія
Народилася в сім'ї Жана Деле, відомого французького психіатра, який одним з перших почав широко застосовувати аміназин в якості заспокійливого при шизофренії.
Закінчила ліцей ім. Лафонтена, а потім Сорбонну.
У 1962 році вона зіграла головну роль Жанни д'Арк у фільмі Робера Брессона «Процес Жанни Д'Арк». Знялася у фільмах: «Le Jouet criminel» (1969), «Mort de Raymond Roussel» (1975), «Collections privées» (1979), «Послухай» 1978).
У 30 років опублікувала свій перший роман «Minuit sur les jeux».
У 1983 році за роман «Riche et légère» Флоранс Деле була нагороджена Премією Феміна.
14 грудня 2000 року Флоранс Деле було обрано членом Французької академії, де до смерті займала крісло № 10 Академії.

## Твори
- Minuit sur les jeux (1973)
- Le aïe aïe de la corne de brume (1975)
- Graal théâtre (в соавт., 1977—1981)
- L'Insuccès de la fête (1980)
- Riche et légère (1983)
- Acte de la Passion, in Théâtre espagnol du XVI siècle (1983)
- Marco Polo, le nouveau livre des merveilles, (в соавт., 1985)
- Course d'amour pendant le deuil (1986)
- L'Éclypse de la balle, d'Arnaldo Calveyra (1987)
- Il me semble, Mesdames ou Les Dames de Fontainebleau (1987)
- Petites formes en prose après Edison (1987)
- «La sortie au jour» in Le Livre sacré de l'ancienne Égypte (1987)
- Le divin Narcisse, et autres textes, de Sor Juana Inès de la Cruz, (в соавт., 1987)
- La Décadence de l'analphabétisme, de José Bergamín (1988)
- Partition rouge. Poèmes et chants des Indiens d'Amérique du Nord, (в соавт., 1988)
- La Célestine (version courte), de Fernando de Rojas (1989)
- La Solitude sonore du toreo, de José Bergamín (1989)
- L'Hexaméron (в соавт., 1990)
- Etxemendi (1990)
- Semaines de Suzanne (в соавт., 1991)
- Les Moitiés, de Ramón Gómez de la Serna, (в соавт., 1991)
- Catalina, enquête (1994)
- Œillet rouge sur le sable (1994)
- La Fin des temps ordinaires (1996)
- La Séduction brève (1997)
- Six poèmes galiciens, de Federico García Lorca (1998)
- L'Homme du Luxembourg, d'Arnaldo Calveyra (1998)
- Beauténébreux, de José Bergamín (1999)
- Dit Nerval, essai (1999)
- Michée, Aggée, Zacharie, Malachie, (в соавт., 2001)
- Le Grand Théâtre du monde suivi de Procès en séparation de l’Âme et du Corps, de Pedro Calderón de la Basca (2004)
- Mon Espagne. Or et Ciel, Hermann (2008)